# 통일 (쌀)
통일벼는 한국의 쌀 품종이다. 인디카와 자포니카를 교잡한 쌀로, 1970년대 대한민국에서 개발된 벼 품종이다.

## 개발배경
1950년대 중반부터 1960년대까지 베이비붐으로 인구는 매년 3%씩 크게 늘어나는 데 반해 주식인 쌀 생산량은 답보를 거듭하면서 1970년대 초까지 쌀 부족문제가 갈수록 심각해졌다. 외화 부족으로 부족한 쌀을 수입할 수 없었기 때문에, 쌀을 자급하는 일은 국가의 최우선 정책과제였다. 정부는 쌀의 소비를 줄여보고자 혼식 및 밀가루 분식을 장려했고, 심지어는 학교에서 학생들의 도시락을 검사하기도 했다.
이때 중앙정보부는 이집트에서 나다(Nahada)라는 볍씨를 밀수해와서 농촌진흥청에 건네주었다. 1965년 시험 재배한 결과, 기존의 벼보다 30% 이상이나 수확이 커서 '기적의 볍씨'로 소개된 적이 있었다. 박정희 대통령은 이 볍씨게 큰 기대를 걸고 자신의 이름을 따서 '희농 1호'라는 이름까지 붙였다. 막상 1967년 일반 농가에 보급되고 나니 씨받이조차 어려울 정도로 처참한 실패로 끝나고 말았다. 희농 1호는 근본적으로 '열대 지방에 맞는 자포니카형' 품종이었으므로 선선한 가을이 있는 한국 기후와는 맞을 리가 없었다.

## 연구개발
1960년부터 서울대학교 농과대학 교수로 근무하던 허문회(1927~2010)는 당시 식량부족의 해결책은 품종개량밖에 없다고 판단하고, 생산성이 높은 벼 품종 개발을 계획했다. 이를 위해 1962년 필리핀에 설립된 국제미작연구소(International Rice Research Institute)에서 1964년부터 2년간 연구원으로 근무했고, 생산성이 높은 품종 개발 연구를 시작했다.
과거 일본 농학자들이 연구한 바에 따르면, 1920년대에 벼를 인디카와 자포니카라는 2갈래로 분류한 이래, 두 아종(亞種)을 교배하면 불임이 된다는 것은 사실을 알고 있었다.
그러나 허문회 교수는 인디카와 자포니카를 우선 교배한 뒤 그것을 다시 다른 인디카 품종과 교배하여 안정된 품종을 만드는 전략을 시도했다. 이른바, 3원 교배를 통해 만들어진 잡종 집단으로부터 높은 생산성이 기대되는 벼들이 등장하자, 그는 이 중 우수한 벼 종자를 선발하고 교배하여 세대를 진전시켜 나갔다.
그 결과 1966년 봄에는 IRRI의 유명 품종들과 비슷하게 키는 작고 이삭이 크지만 온대 기후에서도 잘 자랄 수 있는 통일벼를 개발해 내는 데 성공했다. 육종연구시설이 비교적 잘 갖춰져 있는 농촌진흥청과의 협력을 통해 더욱 효과적으로 이루어졌다. 1971년에 ‘통일벼’가 세상에 빛을 보게 되었고, 1972년부터는 농가에 보급되어 재배되기 시작했다.

## 다른 국가에서 연구
1972년 김일성을 지시로 북한 농업과학원에서 남북한 종자를 비교 실험하였다. 북한 용성벼와 통일벼를 3년을 반복해서 심으며 3번의 비교 연구를 하였는데, 안남미와 교잡하여 수확량은 많지만 열대성으로 북한 기후에 안 맞았고, 연구 결과에서는 북한 벼와 수준이 같았다.

## 장단점

### 장점
- 기존의 자포니카 품종들과 비교할 때 평균 30% 이상 높은 수확량.

### 단점
- 미질(米質)이 나빠 농민들이나 상인들이 기피.
- 냉해, 면역성이 나빠 병충해가 빈발.[4]
- 물사정이 좋아야 함.
- 노동력을 많이 필요로 하고, 빨리 심어야 함.
- 볏짚이 짧고 힘이 없음. 새끼를 꼬지 못하게 되어 농한기의 유일한 수입원인 볏짚 가공품을 생산 불능.

## 재배결과
1974년에는 조생 버전의 조생통일이 나왔고, 통일 계통의 벼로 밥맛을 개선한 유신벼 등도 나왔다. 박정희 정부의 통일벼 재배 권장 시책의 실시로 '통일벼'의 재배면적는 1974년 전체 재배면적의 15%였던 것이 1976년에 44%로 확대되면서 평년보다 21.8% 증가한 521만 5천 톤의 쌀을 생산해냈고, 역사상 최초로 쌀의 자급자족을 달성하게 되었다.
1977년에는 600만 5천 톤의 쌀을 생산했으며, 생산성은 현미 기준으로 1ha당 5.31톤으로서 세계 1위에 이르게 되었고, 쌀의 자급률은 113%를 기록했다. 1978년에는 재배면적이 58%까지 증가하였으나 통일계 벼 품종이 도열병에 감염되는 노풍 파동이 발생했다.
1970년대 말부터는 일반 벼의 생산성도 통일벼 못지않게 높아졌었다. 비료와 농약의 사용법을 일반 벼 재배에도 응용하였기에, 1978년에는 통일 계열(4.9MT/㏊)과 일반 벼(4.4MT/㏊)의 생산성 차이가 10% 안팎으로 크게 줄어들기도 했었다.
1980년에 냉해로 인한 흉년이 발생 및 1인당 국민 소득이 향상되면서 양질미에 대한 선호도가 높아지자 통일벼 재배를 기피하게 되었다. 이에 따라 1989년에는 16%, 1991년에는 4%로 통일벼 재배면적이 크게 저하되었다. 1992년 노태우 정부의 통일벼 수매중단에 따라 국내 농촌에서 완전히 사라졌다.
그러다가 현재 아프리카 식량난 구원투수로 다시금 부상하고 있다.

## 같이 보기
- 박정희 정부#농민들의 문제로 결론낸 통일벼 냉해

- 대한민국 제5공화국#쌀 수입과 통일벼 권장 정책의 중단

- 노태우 정부#경제

- 새마을 운동